# 鄭兢謨
鄭 兢謨（정긍모 / チョン・グンモ、1914年8月9日 - 1980年12月23日）は大韓民国の政治家、軍人、海軍中将。第3代海軍参謀総長を務めた。

## 経歴
日本統治下時代の忠清南道礼山郡に生まれ、1933年に鎮海高等海員養成所別科機関科に入学し、同年12月30日に修了した。朝鮮郵船に普通船員として勤務したが、高級船員となるために、1937年4月1日に大阪高等海員養成所に入学し、1941年3月30日に卒業した。1941年から日本敗戦までの間、商船の機関士として勤務した。卒業からしばらくして乙種機関士免許状を取得し、1941年から朝鮮郵船の新京丸の三等機関士、長寿山丸、新陽丸、玄山丸の二等機関士、春潮丸の一等機関士を務めた。1945年5月20日、朝鮮郵船の所属船舶の乗船生活を清算して下船した。
終戦翌日の1945年8月16日には同志と議論の末、海軍創設を目的とした準備団体を設立することが決定し、鄭兢謨は隊員募集のための広告を担当した。8月21日にはソウル街で同じように隊員を募集していた孫元一に出会い、朝鮮郵船株式会社を訪れて韓甲洙に海軍創設に参加するように説得した。意気投合した孫元一、閔丙曾、金永哲、鄭兢謨、韓甲洙で海事隊を結成した。海事隊は拡大し、朝鮮海事協会を経て、1945年11月11日に海防兵団を創設した。鄭兢謨は機関教育を主管した。海防兵団の幹部は教育の重要性から教育機関の設立を急ぎ、1946年1月に海軍兵学校（現海軍士官学校）が創設されると、鄭兢謨は機関教育を担当した。
1946年2月から海防兵団内で将校階級が制定され、鄭兢謨は2月1日付で副尉（中尉）に任官して人事部長を務め、5月13日からは艦政部長となり、米軍政庁と艦艇導入のための交渉を行った。
1946年6月15日に朝鮮海岸警備隊が発足し、8月18日には墨湖基地が創設されると、初代司令官に任命。墨湖基地司令官を務めている間、1946年12月に大尉、1947年3月に少領に進級。
1947年8月29日、仁川基地司令官。同年12月1日、中領進級。
1948年5月10日、木浦基地司令官。1949年6月1日、木浦基地は警備府に改編。
1950年12月6日、海軍本部艦政局長兼兵器監。
1951年2月9日、鎮海統制府司令官。
1953年4月18日、海軍士官学校校長。
1954年11月、第3代海軍参謀総長。
1959年2月に海軍中将として予備役に編入し、退役後は参議院議員、南洋海運会長を務めた。
1980年12月23日10時30分、ソウル特別市中区新堂洞の自宅にて死去。享年67。

## 栄典
- 太極武功勲章